# مسابقه جهانی سونا
مسابقهٔ جهانی سونا (به انگلیسی: World Sauna Championships) به مسابقات سالیانه‌ای گفته می‌شود که از سال ۱۹۹۹ در شهر «هاینولا»ی فنلاند برگزار می‌شود. و طی آن، ۶ زن یا مرد در سونا قرار می‌گیرند و در هر ۳۰ ثانیه، نیم لیتر آب بر روی اجاق‌های جوشان سونا ریخته می‌شود. آخرین نفری که سونا را ترک کند برندهٔ مسابقه است. در اولین دور این مسابقات ۶۰ رقابت‌کننده از ۵ کشور شرکت کرده‌بودند و در سال ۲۰۱۰، ۱۳۵ شرکت‌کننده از ۱۵ کشور در این مسابقه شرکت کردند.